# Ueda Akinari

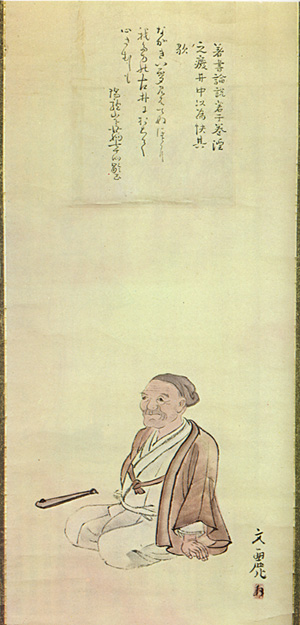
Porträt Akinaris von Kōga Bunrei, um 1800

Ueda Akinari (japanisch 上田 秋成, Wayaku Tarō, Senshi Kijin, Ueda Muchō; * 25. Juli 1734 in Osaka; † 8. August 1809 in Kyōto) war ein japanischer Schriftsteller und Philologe.

## Leben
Als Sohn einer Prostituierten geboren wurde Ueda 1737 von dem Kaufmann Ueda Mosuke adoptiert. Im nächsten Jahr erkrankte er an den Pocken, in deren Folge er verkrüppelte Hände bekam und lebenslang an einer schwachen Gesundheit litt. Er begann ein Literaturstudium an der Kaitokudō-Schule in Osaka und er begann Haiku zu schreiben. Nach dem Tod seines Adoptivvaters 1761 übernahm er dessen Papierladen, den er jedoch zwei Jahre später durch einen Brand verlor.
Nunmehr mittellos ging er mit seiner Frau und seiner Adoptivtochter nach Kashima-mura und studierte dort Medizin. Er eröffnete eine ärztliche Praxis, die jedoch wegen seiner eigenen gesundheitlichen Probleme nie florierte, so dass er sie 1788 schließlich aufgab. 1793 ging er nach Kyōto, wo seine Frau 1797 starb, während er erblindete.
Berühmt wurde Ueda durch  Ugetsu monogatari (雨月物語), 1768 datiert, auf Deutsch 1990 erschienen in der Übersetzung von Oscar Benl unter dem Titel Unter dem Regenmond. Phantastische Geschichten. eine Sammlung von Geister- und Kriminalgeschichten, die ihm im Westen den Ruf eines japanischen Edgar Allan Poe einbrachten und die durch die posthum erschienene Sammlung Harusame-monogatari (春雨物語) fortgesetzt wurde. Als Essayist war er für seine scharfzüngigen Auseinandersetzungen u. a. mit Motoori Norinaga bekannt. Im Alter veröffentlichte er zwei Sammlungen seiner Abhandlungen und Essays unter den Titeln Kinsa (1804) und Tandai shōshin roku (1808).

## Werke
- Weltliche Affen mit Ohren für allerlei Künste; gedruckt 1766
- Charaktere weltlicher Damen, 1767
- Essay über ein Haiku-Problem, mit Vorwort von Yosa Buson (damals bekannter Autor) 1774
- Unter dem Regenmond (Ugetsu-Monogatari), 1776
- Geschichten vom Frühlingsregen (Harusame-Monogatari), 1807
  - dt. Erzählungen beim Frühlingsregen, aus dem Japanischen von Wolfgang E. Schlecht. Insel 1994, ISBN 3-458-16628-9[2]